# Naval Station Guantanamo Bay
Naval Station Guantanamo Bay – baza Marynarki Wojennej Stanów Zjednoczonych w zatoce Guantánamo, na terytorium Kuby dzierżawionym przez Stany Zjednoczone. Leży na południe od kubańskiego miasta Guantánamo. Zajmuje teren o powierzchni 117,6 km², po obu stronach wejścia do zatoki.

## Historia
W wyniku wojny amerykańsko-hiszpańskiej Kuba przestała być kolonią hiszpańską, jednak znalazła się w amerykańskiej strefie wpływów, czego skutkiem była tak zwana poprawka Platta (pozostająca w mocy do 1934), która zapewniała kontrolę Stanów Zjednoczonych nad polityką rządu kubańskiego. Teren, na którym znajduje się baza, dzierżawiony jest od 1903. Dzierżawa została odnowiona w 1934 na czas nieokreślony, z klauzulą, że może być zakończona tylko za zgodą obu stron. Po rewolucji kubańskiej stosunki między oboma państwami uległy pogorszeniu. Przywódca Kuby Fidel Castro stwierdził, że traktat amerykańsko-kubański z 1903 roku dotyczący Guantanamo jest nieważny, ponieważ jest niezgodny z prawem, jako zawarty pod groźbą jankeskich karabinów.
Władze Kuby uznają bazę Guantanamo za teren okupowany a umowę ze Stanami Zjednoczonymi za nielegalną. Dzierżawa została narzucona pod groźbą użycia siły, co stanowi według nich pogwałcenie prawa międzynarodowego. Niektóre analizy prawne potwierdzają te twierdzenia. Władze kubańskie wielokrotnie wzywały Amerykanów do zwrotu terytorium Guantanamo.
Podnoszone są również argumenty łamania zapisów samej umowy, która nie obejmowała prowadzenia działalności komercyjnej ani więzienia na terenie bazy.
Rząd kubański nie przyjmuje opłaty za dzierżawę terenu.

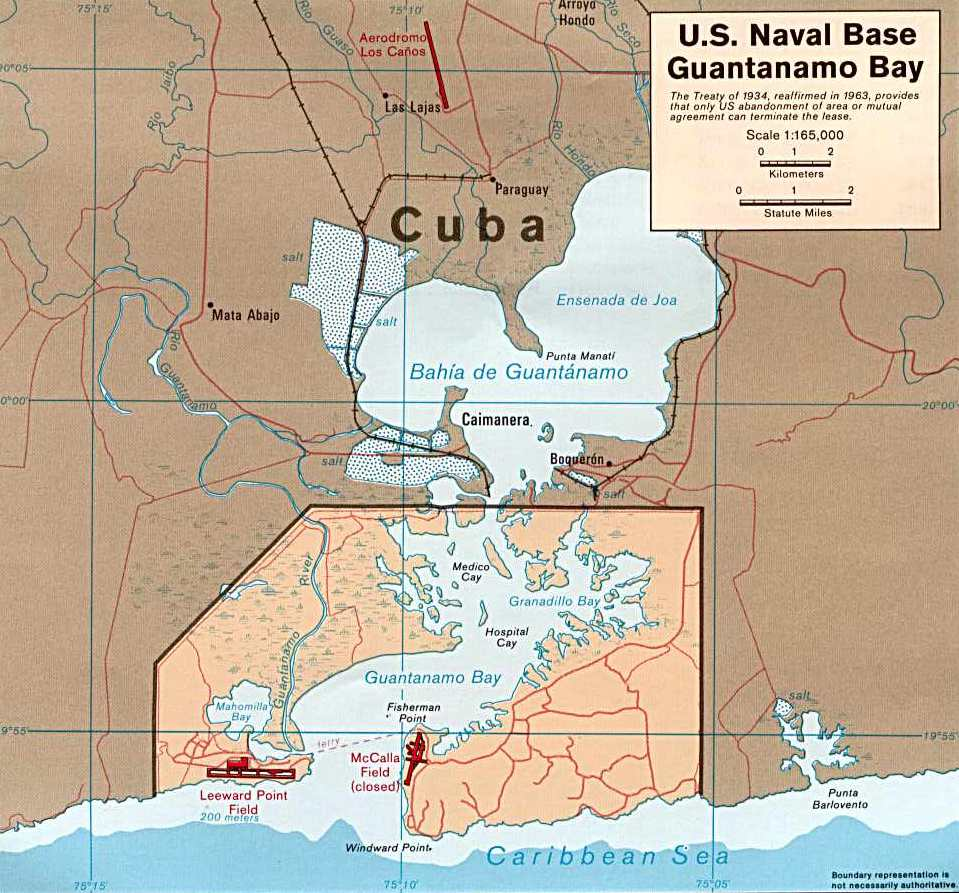
Położenie

## Baza w kulturze masowej
- Akcja filmu Ludzie honoru (ang. A Few Good Men) toczy się wokół oskarżenia o morderstwo na terenie bazy Guantanamo. Jack Nicholson gra jej komendanta.
- W odcinku 8 serii 1 serialu Agenci NCIS (odcinek Minimum Security) akcja toczy się w bazie Guantanamo.